# بخش مرکزی شهرستان شوط
بخش مرکزی شهرستان شوط یکی از بخش‌های شهرستان شوط در استان آذربایجان غربی کشور ایران است. مردم بخش مرکزی شوط شیعه هستند.

## جمعیت
براساس سرشماری مرکز آمار ایران در سال ۱۳۹۵، جمعیت این بخش برابر با ۴۳٬۵۳۶ نفر (۱۲٬۱۶۹ خانوار) بوده‌است. 

## تقسیمات کشوری
دهستان‌های بخش مرکزی:
- دهستان یولاگلدی
- دهستان قره قویون شمالی